# 新黨日本
新党日本（しんとうにっぽん）是日本的一个已不存在的政党。该党由反对“邮政民营化改革相关法案”的日本自由民主党议员小林兴起等4人和长野县知事田中康夫于2005年8月21日宣布成立，代表（黨魁）一職由田中康夫担任。但新党日本於成立不久後舉行的2005年日本大选中選情惨败，仅1人当选眾議員，而不得不与国民新党在眾議院共同组成联合会派集体活动。於2012年眾議院選舉落敗，喪失唯一議席及政黨資格，現以政治團體名義繼續活動。

## 外部連結
- 官方網站 （页面存档备份，存于） （日語）
- 「チーム・ニッポン」（平山誠が「編集長」を務める新党日本の政策立案団体だった。かつては新党日本公式サイトからもリンクされていたが、2010年現在はリンクされていない。） （日語）